# Bas Paternotte
Bastiaan Paschier (Bas) Paternotte (Drachten, 1 september 1976) is een Nederlands politiek journalist voor de website ThePostOnline (voorheen DeJaap) en het blog GeenStijl. Daarvoor werkte hij voor het tijdschrift HP/De Tijd.
Hij was voorheen politiek journalist voor de Nederlandse editie van het gratis dagblad Metro. Verder was hij een politiek commentator voor het PowNed-radioprogramma Echte Jannen (in het onderdeel: Haagse Geluid met Bas Paternotte) op Radio 1.

## Persoonlijk
Bas is de neef van D66-politicus Jan Paternotte.